# Gabro

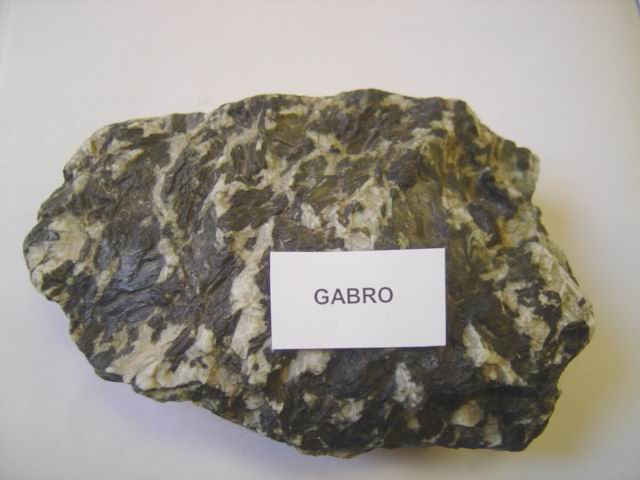
Gabbro

Gabbro sau Gabro este o rocă magmatică dură și compactă de origine plutonică (ia naștere la adâncimi mari). 

## Descriere
Este o rocă bazică din grupa bazaltelor, fiind utilizată datorită durității ei ca material de construcție; când are o compoziție mai bogată în feldspat, gabro este utilizat ca ornament la fațadele clădirilor. 
Roca are o culoare neagră-cenușie, uneori cu nuanțe verzi-albăstrui. Culoarea închisă este determinată de prezența mineralelor închise la culoare ca piroxeni și olivină, pe când culoarea deschisă este determinată de prezența mineralelor plagioclaze din grupa feldspatului, cu absența silicaților din grupa cuarțului.
Cu scăderea procentului de feldspați din compoziția rocii, gabro trece treptat în peridotit, roca cea mai răspândită în mantaua pământului. Gabro se află mai ales în stratul scoarței submarine, mai rar în structura scoarței continentale. Roca ia naștere din magma bazaltică printr-un proces lent de răcire la o adâncime de peste 5 km unde iau naștere de obicei plutonitele. 
Gabro poate fi întâlnit în munții Harz, Pădurea Neagră din Germania.
Denumirea Gabro a fost folosit pentru prima oară de geologul german Christian Leopold von Buch (1774-1853), care a denumit roca după locul în care a fost găsită, lângă Rosignano Marittimo în Toscana, Italia.

## Plutonite - vulcanite
Granit - Riolit

Granodiorit - Dacit

Diorit - Andezit

Sienit - Trahit

Gabro - Bazalt